# Lebre-ártica
A lebre-ártica (AO 1945: lebre-árctica) ou lebre-do-ártico é uma lebre encontrada em locais geralmente glaciais e tem pelo diferente dependendo da época do ano. Durante a época de acasalamento, os machos lutam entre si -praticam boxe com as pernas dianteiras e pontapeiam-se com as traseiras. O acasalamento pode ser igualmente feroz, durante o qual a fêmea pode ficar ferida. Para preparar o seu ninho, a progenitora forra um buraco escondido com as plantas secas ou pelo. As crias de lebre, chamados de lebracho, nascem durante o verão ártico. Os lebrachos recém-nascidos emergem cobertos de pelos cinzentos e com os olhos bem abertos. Após dois ou três dias de cuidados intensos, a fêmea visita-os apenas uma vez por dia para deixar as crias mamar o seu leite. Duas semanas depois os lebrachos são independentes. No início do inverno, os juvenis atingem o tamanho adulto e estão prontos para se misturar com os mais velhos.

## Tamanho e peso
A lebre-ártica (Lepus arcticus) pode medir até cerca de 70 centímetros de comprimento e pesar uma média de 9.12 LB's(cerca de 4 kg).Os maiores espécimes podem atingir entre 5 a 7Kg(entre 11,02 lbs e 15,43 lbs).

## Filhotes
Gera até 8 filhotes por ano e o tempo de gestação é de aproximadamente 50 dias.

## Pelagem
No inverno, quando a área em que vive fica coberta pela neve, a pelagem da lebre-ártica torna-se completamente branca. Já no verão, a sua pelagem muda de cor, tornando-se cinzenta,mas somente nas regiões mais a sul do Canadá onde os dias de verão são mais longos.

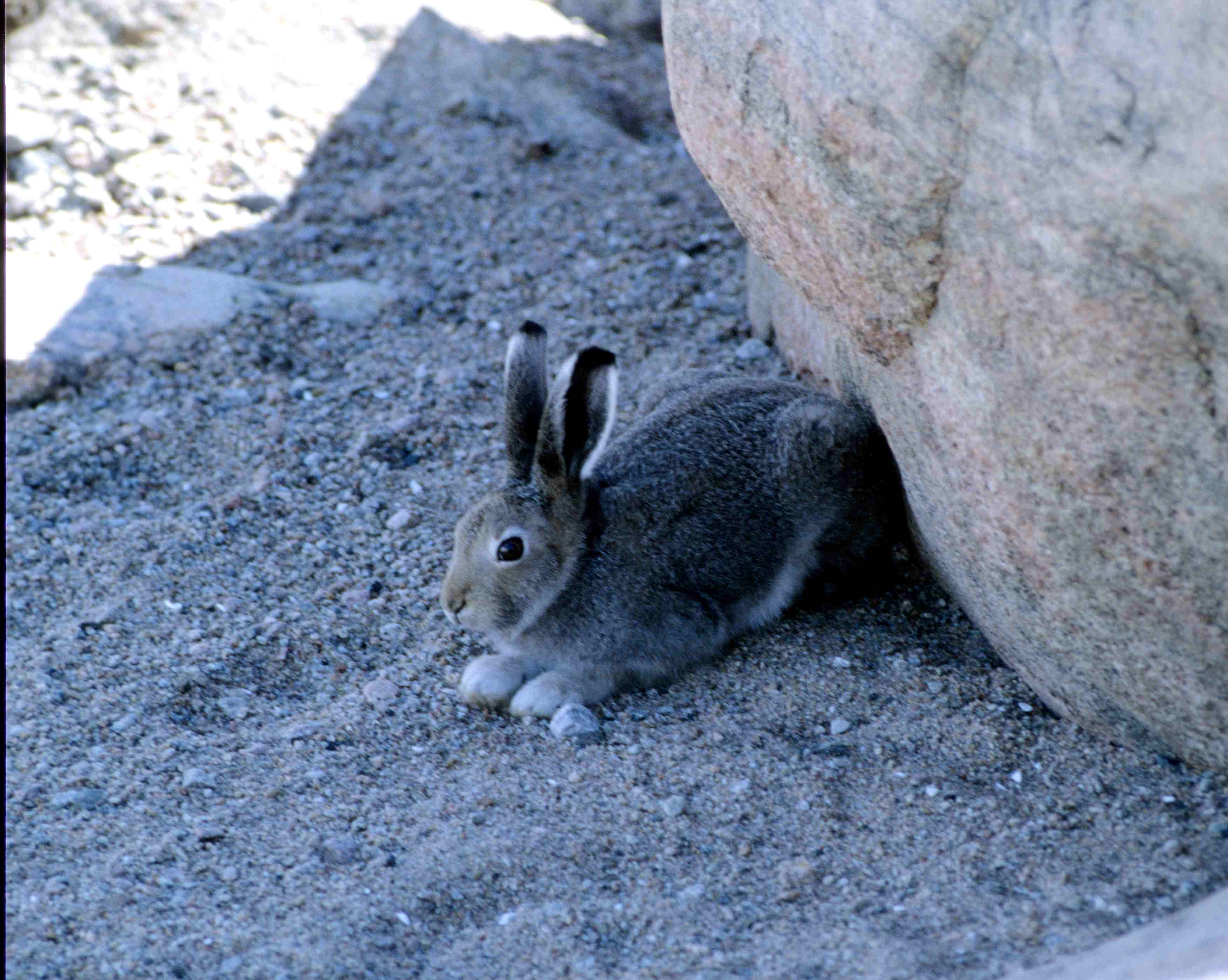
Lebre-ártica com pelagem de Verão

## Especies
A espécie Lepus arcticus tem quatro subespécies:
- Lepus arcticus arcticus
- Lepus arcticus banksii
- Lepus arcticus groenlandicus
- Lepus arcticus monstrabilis

## Dieta
Se alimenta principalmente de plantas lenhosas mas em geral ela gosta de folhas, frutos, flores e grama. Alem disso ela tem um elevado sentido do olfato para encontrar salgueiros raminhos sobre a neve.

## Onde se encontra
É distribuída ao longo da tundra, regiões setentrionais da Gronelândia e das partes do Canadá, bem como Alasca.